# Strada statale 241 di Val d'Ega e Passo di Costalunga
La strada statale 241 di Val d'Ega e Passo di Costalunga (SS 241) è una strada statale italiana che si snoda nel Trentino-Alto Adige.
Corrisponde alla parte iniziale della cosiddetta Grande strada delle Dolomiti (in tedesco Große Dolomitenstraße), progettata da membri sudtirolesi del Deutscher und Österreichischer Alpenverein (Theodor Christomannos e Albert Wachtler) alla fine dell'Ottocento e completata nel 1909.

## Percorso
Inizia a Cornedo all'Isarco in provincia di Bolzano, presso la frazione di Cardano, dall'incrocio con la strada statale 12 dell'Abetone e del Brennero e termina a Vigo di Fassa, in Provincia di Trento, all'incrocio con la strada statale 48 delle Dolomiti.
Dopo Cardano, località posta alla periferia est di Bolzano, la strada entra in Val d'Ega, seguendo il corso del torrente omonimo. Giunta a Ponte Nova la strada svolta a est per giungere a Nova Levante. Dopo tale località sale verso il lago di Carezza e al passo di Costalunga (1753 m).

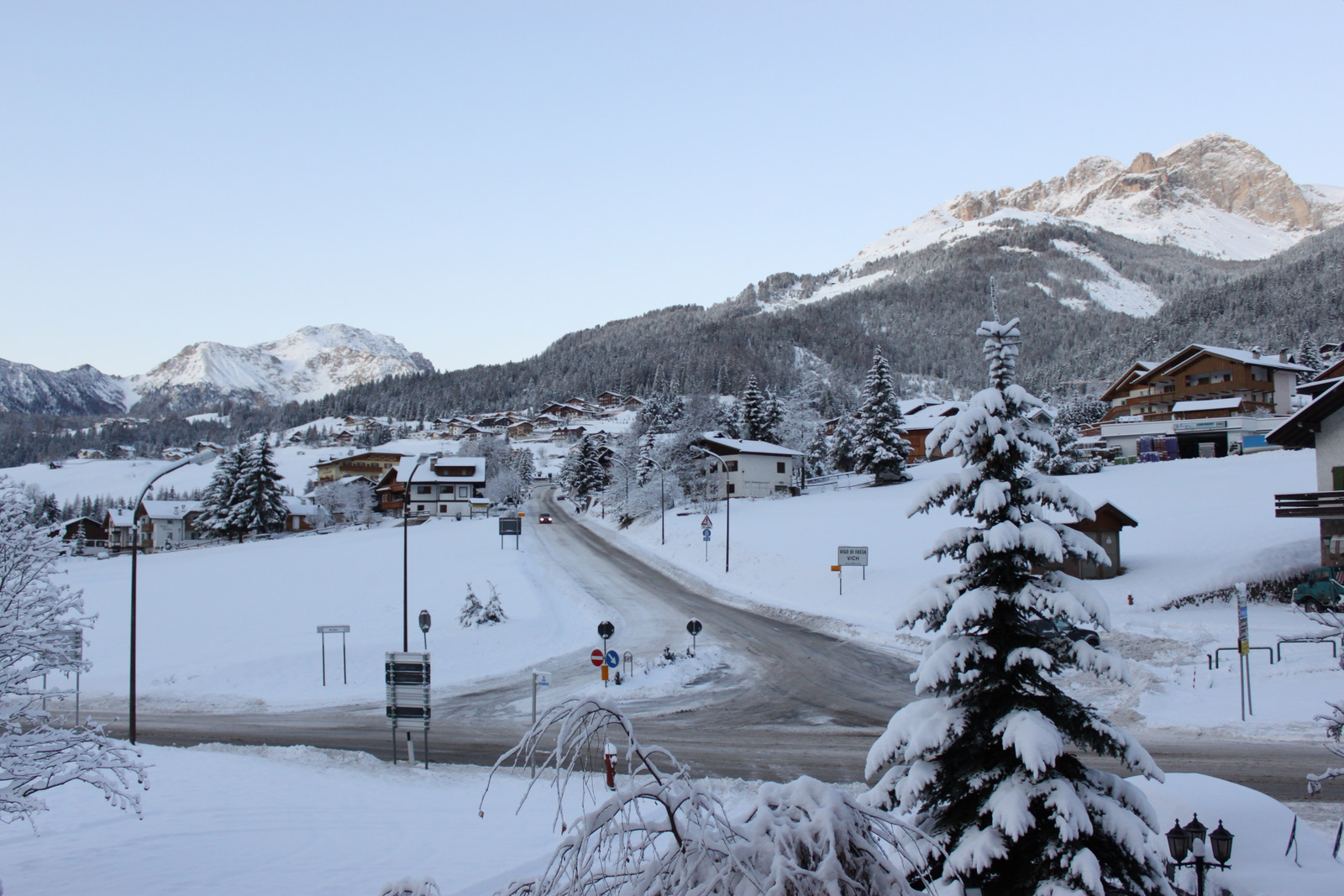
Termine della strada a Vigo di Fassa

Dopo il passo la strada entra nella provincia di Trento, per terminare a Vigo di Fassa, località della omonima valle.
In seguito al decreto legislativo 2 settembre 1997, n° 320, dal 1º luglio 1998 la gestione è passata dall'ANAS alla Provincia autonoma di Bolzano e alla Provincia autonoma di Trento per le tratte territorialmente competenti. Quest'ultima ha lasciato la classificazione e la sigla di statale (SS) alla strada, poiché non si tratta di un trasferimento dal demanio dello Stato a quello delle Regioni, ma di una delega in materia di viabilità e pertanto la titolarità resta sempre in capo allo Stato.
Nel 2003 sono stati compiuti dei lavori nella parte iniziale della strada.  L'inizio della strada è stato spostato di 500 m a nord est di Cardano ed è stata realizzata una rotatoria di collegamento con la SS 12. Nel 2007 sono stati compiuti altri lavori per mettere in sicurezza la strada, nel tratto della val d'Ega, dalla caduta di massi. A tal fine sono state aperte alcune nuove gallerie.